# Ida Skelbæk-Knudsen
Ida Skelbæk-Knudsen är en dansk barnskådespelare.

## Biografi
Ida Skelbæk-Knudsen har bland annat medverkat i de danska TV-serierna Felix og Åmanden där hon spelade flickan Siff och den danska julkalendern Valdes jul där hon spelade karaktären Celine. Hon har även medverkat i filmen Barnen från Silvergatan där hon spelar huvudrollen som 11-åriga Katinka. Tillsammans med övriga i ensemblen är hon nominerad till Bodilpriset.

## Filmografi (i urval)
- 2022 – Felix og Åmanden (TV-serie)
- 2023 – Valdes jul (TV-serie)
- 2024 – Barnen från Silvergatan